# 興山寺 (廃寺)
興山寺（こうざんじ）は、明治2年（1869年）まで高野山上に存在した寺院。高野山小田原谷の西端、本中院谷との境付近の北側、現金剛峯寺境内の西半分の敷地にあったが、現存しない。「興山寺」の寺名は、高野山の「中興開山」から来ている。行人方の役寺で、文殊院とも号した。本尊は阿弥陀如来。

## 歴史
天正18年（1590年）、木食応其が豊臣秀吉の帰依を受けて開基した。その際、秀吉が後陽成天皇に奏請し「興山寺」の勅額が掲げられて、国家安泰などを祈る勅願寺となった。応其は客僧であったが、当寺の第2世となった勢誉は行人方で、青巌寺が学侶方の中心寺院となったことと相まって行人方の中心寺院となり、官寺ともよばれた。紀伊続風土記によれば寺領580石、本堂・祖師堂、護摩堂、天堂、庫裏などの立ち並ぶ大伽藍であった。また、秀吉によって東寺の什物であった宝物が数多く興山寺に寄進されたという。当寺に伝来した文書は興山寺文書とよばれ、貞応元年（1222年）5月12日の太政官符をはじめ多数伝えられている。
明治2年（1869年）に学侶、行人、聖の高野三方を解消した時に青巌寺と合併して金剛峯寺となった。明治19年（1886年）にはこの地に高野山大学林が開設され、現在は金剛峯寺奥殿が建てられている。